# Делич, Фридрих
Фридрих Де́лич (нем. Friedrich Delitzsch; 3 сентября 1850, Эрланген — 19 декабря 1922, Бад-Швальбах, Гессен) — немецкий ассириолог, один из основателей ассириологической научной школы в Германии.

## Биография
Родился в семье Франца Делича, лютеранского теолога, гебраиста, переводчика Нового Завета.
Обучался в университетах Лейпцига и Берлина, с 1874 — преподаватель семитских языков и ассириологии в Лейпцигском университете. В 1885 году стал полным профессором в Лейпциге, где среди его многочисленных учеников был, в частности, Фриц Хоммель. Впоследствии, служил профессором в университетах Бреслау (1893) и Берлина (1899).
Был одним из основателей Германского восточного общества (Deutsche Orientgesellschaft) и руководителем ближневосточного отдела Берлинского королевского музея.

## Научная деятельность
Фридрих Делич — пионер в изучении касситских и каппадокийских (староассирийских) клинописных документов, занимался аккадским, шумерским и хеттским языками. Поставил на научную основу изучение аккадского (вавилоно-ассирийского) языка. Сторонник панвавилонизма.
Как и его отец, обладал высокими языковыми способностями, но в других отношениях между собой они составляли разительный контраст. Отец был благочестивым и консервативным теологом, и, хотя и занимался христианской миссией среди евреев, был ценим иудеями; сын же стал иконоборцем и крайне негативно относился к традиционной доктрине и ко всему, что указывало на связи христианства и иудаизма. В ряде публикаций выступал с антисемитских позиций и даже предложил гипотезу об «арийском» происхождении Иисуса, которую продолжил его ученик Пауль Хаупт.
Будучи ведущим специалистом в ассириологии своего времени, Фридрих Делич подготовил и издал грамматику (1889) и словарь (1896), а также лексикографию языков Древней Месопотамии.

### «Вавилон и Библия» («Babel und Bibel», 1902)
В 1902—1905 годах Делич выступил с циклом лекций «Вавилон и Библия» (русские переводы — «Библия и Вавилон» в 1906 году; «Вавилон и Библия» в 1911), где впервые древнейшая история израильтян была рассмотрена под углом зрения результатов ассириологии, в которых доказывал, что на библейскую традицию оказала решающее влияние вавилонская. Делич утверждал, что многие ветхозаветные сочинения были заимствованы из древних вавилонских сказаний, в том числе, тексты о Сотворении мира и Потопе из Книги Бытия. Свою теорию он распространил и на имя Бога, найденное им в надписях, и на субботний отдых, который до тех пор не имел нигде аналогии. В целом, своим сенсационным рефератом «Babel und Bibel» Делич ставил вавилонскую культуру в религиозно-историческом и в социально-этическом отношении выше иудаизма Пятикнижия. Эти положения вызвали огромную литературную полемику как в защиту Делича, так и против него. Лекции Делича были переведены на все европейские языки по нескольку раз (лучший русский перевод — барона А. А. Нольде, «Библия и Вавилон», 4 изд., 1910).
Германский император отнёсся чрезвычайно сочувственно к новым идеям, провозвестником которых был талантливый лектор, и имя учёного облетело весь мир. В 1905 году вышли три новые лекции Делича («3 Vorträge») на ту же тему, которые вместе с его очерком «Im Lande des einstigen Paradieses» (В стране бывшего рая, 1903) оказали огромное влияние на весь ход раскопок, производившихся с тех пор в Месопотамии.
Авторы ЭСБЕ дополняют, что император Вильгельм II, в присутствии которого рефераты были прочитаны, отрицательно отнёсся к крайнему критицизму Делича. О чём также свидетельствует текст императорских мемуаров: «Мое мнение поэтому таково, что наш добрый профессор должен впредь избегать затрагивать и обсуждать в своих докладах в нашем обществе религию как таковую, но может в то же время спокойно описывать то, что религия, нравы и т. п. вавилонян и др. внесли в Ветхий Завет» (из письма от 15 февраля 1903 г.).
Блестящим по форме и богатым по содержанию был признан также труд Делича «Mehr Licht!» (Больше света!, 1907). В течение следующих лет им были сделаны несколько переводов и подготовлена новая версия книги «Вавилон и Библия».
В начале 1920-х Делич опубликовал две части «Die Grosse Täuschung» («Великий обман») — работы, которая стала одним из важнейших его трудов о Книге Псалмов, ветхозаветных пророках, вторжении в Ханаан и т. д. Делич также подвергал сомнению историческую точность Библии и уделял много внимания многочисленным примерам безнравственности в её текстах. В области библейской науки ценность представляет также его работа «Die Lese- und Schreibfehler im Alten Testament» (Ошибки чтения и письма в Ветхом Завете, 1920).

## Семья
Имел несколько детей. Сын Курт Делич был юристом, сделал карьеру в НСДАП, в 1933—1945 — председатель Кассельского верховного земельного суда, в 1945 году покончил жизнь самоубийством.

## Избранные труды
- «Die Sprache der Kossaer» (1884),
- «Assyrische Grammatik» (1906),
- «Assyrische Lesestücke» (1912),
- «Grundzüge der sumerischen Grammatik» (1914),
- «Sumeriscti — akkadisch — hettitische Vokabularfragmente» (1914).